# Pardosa fallax
Pardosa fallax là một loài nhện trong họ Lycosidae.
Loài này thuộc chi Pardosa. Pardosa fallax được R. W. Barnes miêu tả năm 1959.